# Joan II de Jerusalem
|  | Aquest article tracta sobre el rei de Xipre i de Jerusalem al segle xiii. Si cerqueu bisbe de Jerusalem al segle IV, vegeu «Joan II de Jerusalem (patriarca)». |

Joan I de Xipre (1259 o 1267 - Nicòsia, 20 de maig de 1285) va ser el fill gran d'Hug III de Xipre i d'Isabel d'Ibelin. Va succeir el seu pare com a rei de Xipre (com a Joan I) i va fer servir també el títol de rei de Jerusalem (Joan II) encara que aquest no era hereditari i no el va exercir mai.

## Biografia
El seu pare era Hug III, rei de Xipre, que va heretar aquest títol per parentiu amb el darrer rei de l'illa i que fou confirmat com a tal pel consell de ministres. La seva mare era la filla del conestable de Xipre.
El març del 1284 va morir el seu pare a Tir, intentant recuperar el Regne de Jerusalem, després d'haver renunciat anys enrere (el 1276) al càrrec de rei. Joan va ser coronat a l'església de Santa Sofia de Nicòsia l'11 maig. Va viatjar a Terra Santa, on només Tir i Beirut li van demostrar el seu favor. La seva successió com a rei de Jerusalem va ser rebutjada per Carles d'Anjou, que havia interromput també la successió del seu pare. Joan va morir el 20 de maig de l'any següent, com que no es va casar ni va tenir fills, va ser succeït pel seu germà Enric II. Va ser enterrat a l'església de Sant Demetri, o segons d'altres a la de Santa Sofia de Nicòsia. Segons alguns autors, va ser enverinat pel seus germà i successor Enric II. Aquests autors són Dominique Jauna i Francesco Loredano, afirmació que només es fonamenta en el fet que en la coronació d'Enric no van estar presents els germans menors, cosa que interpreten com una recriminació per la mort de Joan. L'únic que se sap del cert és que Joan estava malalt quan va morir; altres autors no veuen motiu suficient per veure la mort de Joan com un assassinat i interpreten l'absència dels germans en la coronació d'Enric pel fet que eren massa joves.